# Białogarda

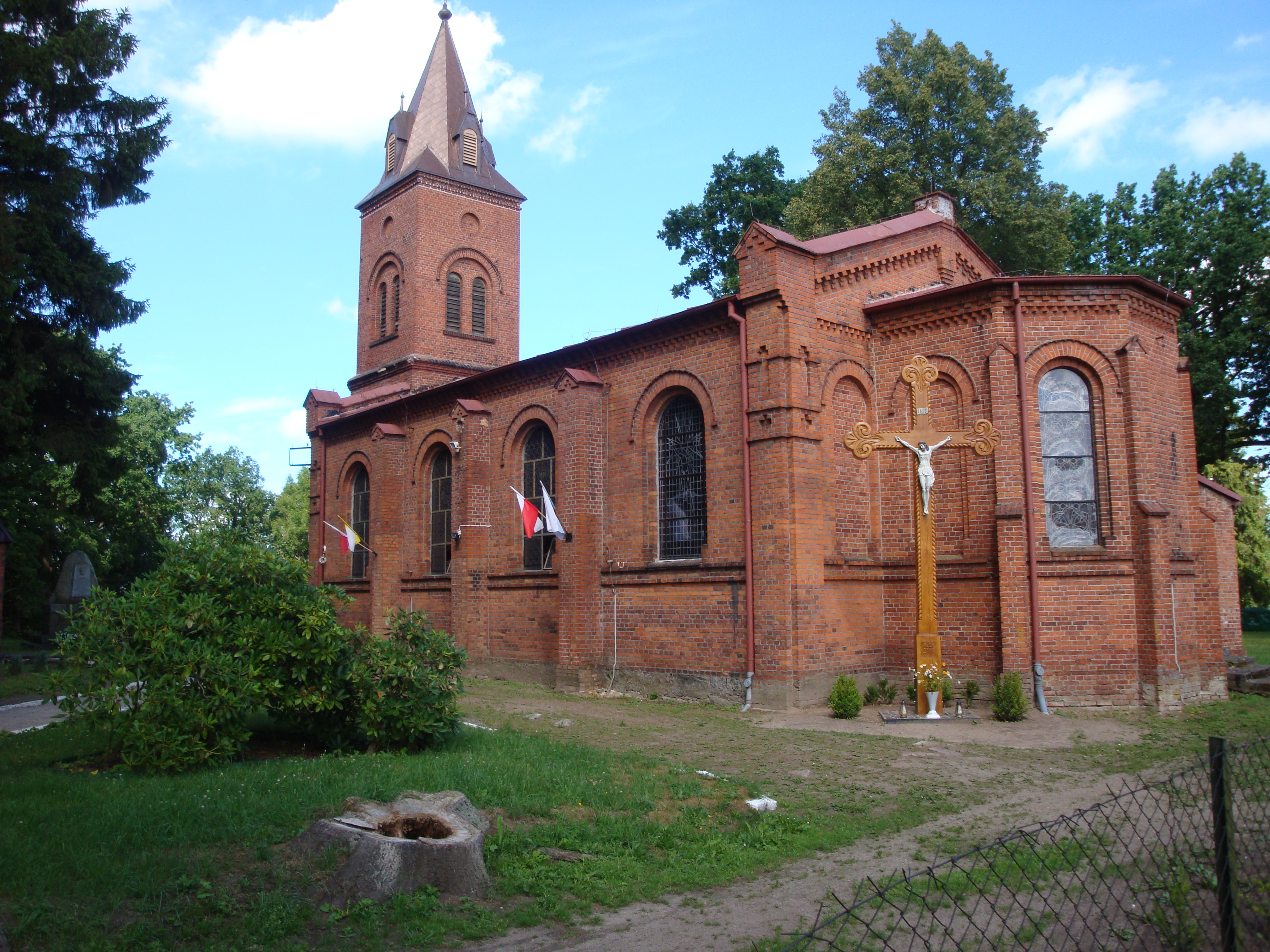

Białogarda (Duits: Belgard an der Leba) is een dorp in het Poolse woiwodschap Pommeren, in het district Lęborski. De plaats maakt deel uit van de gemeente Wicko en telt 223 inwoners.